# Val-de-Saâne
Val-de-Saâne és un municipi francès situat al departament del Sena Marítim i a la regió de Normandia. L'any 2007 tenia 1.341 habitants.

## Demografia

### Població
El 2007 la població de fet de Val-de-Saâne era de 1.341 persones. Hi havia 512 famílies de les quals 136 eren unipersonals (64 homes vivint sols i 72 dones vivint soles), 160 parelles sense fills, 200 parelles amb fills i 16 famílies monoparentals amb fills.
La població ha evolucionat segons el següent gràfic:
Habitants censats

### Habitatges
El 2007 hi havia 594 habitatges, 519 eren l'habitatge principal de la família, 59 eren segones residències i 16 estaven desocupats. 463 eren cases i 123 eren apartaments. Dels 519 habitatges principals, 305 estaven ocupats pels seus propietaris, 211 estaven llogats i ocupats pels llogaters i 3 estaven cedits a títol gratuït; 31 tenien una cambra, 37 en tenien dues, 91 en tenien tres, 128 en tenien quatre i 232 en tenien cinc o més. 342 habitatges disposaven pel capbaix d'una plaça de pàrquing. A 240 habitatges hi havia un automòbil i a 201 n'hi havia dos o més.

### Piràmide de població
La piràmide de població per edats i sexe el 2009 era:
| Homes | Edats   | Dones |
| ----- | ------- | ----- |
| 0     | 95 o +  | 8     |
| 0     | 90 a 94 | 12    |
| 12    | 85 a 89 | 16    |
| 8     | 80 a 84 | 32    |
| 8     | 75 a 79 | 32    |
| 16    | 70 a 74 | 28    |
| 28    | 65 a 69 | 28    |
| 32    | 60 a 64 | 40    |
| 16    | 55 a 59 | 24    |
| 68    | 50 a 54 | 56    |
| 24    | 45 a 49 | 36    |
| 52    | 40 a 44 | 44    |
| 56    | 35 a 39 | 60    |
| 48    | 30 a 34 | 40    |
| 56    | 25 a 29 | 40    |
| 12    | 20 a 24 | 16    |
| 32    | 15 a 19 | 52    |
| 36    | 10 a 14 | 76    |
| 20    | 5 a 9   | 56    |
| 44    | 0 a 4   | 36    |

## Economia
El 2007 la població en edat de treballar era de 830 persones, 620 eren actives i 210 eren inactives. De les 620 persones actives 558 estaven ocupades (300 homes i 258 dones) i 62 estaven aturades (25 homes i 37 dones). De les 210 persones inactives 56 estaven jubilades, 81 estaven estudiant i 73 estaven classificades com a «altres inactius».

### Ingressos
El 2009 a Val-de-Saâne hi havia 565 unitats fiscals que integraven 1.400 persones, la mediana anual d'ingressos fiscals per persona era de 16.697,5 €.

### Activitats econòmiques
Dels 65 establiments que hi havia el 2007, 5 eren d'empreses extractives, 3 d'empreses alimentàries, 5 d'empreses de fabricació d'altres productes industrials, 3 d'empreses de construcció, 14 d'empreses de comerç i reparació d'automòbils, 2 d'empreses de transport, 6 d'empreses d'hostatgeria i restauració, 1 d'una empresa financera, 3 d'empreses immobiliàries, 6 d'empreses de serveis, 14 d'entitats de l'administració pública i 3 d'empreses classificades com a «altres activitats de serveis».
Dels 12 establiments de servei als particulars que hi havia el 2009, 1 era una oficina de correu, 1 funerària, 1 taller de reparació d'automòbils i de material agrícola, 1 autoescola, 1 guixaire pintor, 1 fusteria, 1 lampisteria, 2 perruqueries, 2 restaurants i 1 agència immobiliària.
Dels 5 establiments comercials que hi havia el 2009, 1 era una botiga de més de 120 m², 1 una fleca, 1 una llibreria, 1 una botiga de material de revestiment de parets i terra i 1 una joieria.
L'any 2000 a Val-de-Saâne hi havia 26 explotacions agrícoles que ocupaven un total de 760 hectàrees.

## Equipaments sanitaris i escolars
El 2009 hi havia 1 farmàcia i 1 ambulància.
El 2009 hi havia 1 escola maternal i 1 escola elemental.

## Poblacions més properes
El següent diagrama mostra les poblacions més properes.